# Fruhstorferia fukinukii
Fruhstorferia fukinukii är en skalbaggsart som beskrevs av Muramoto och Kunio Araya 2000. Fruhstorferia fukinukii ingår i släktet Fruhstorferia och familjen Rutelidae. Inga underarter finns listade i Catalogue of Life.